# Пітер Косгроув
Пітер Джон Косгроув (англ. Peter John Cosgrove; 28 липня 1947, Сідней, Австралія) — австралійський державний діяч, двадцять шостий генерал-губернатор Австралії з 28 березня 2014 року до 1 липня 2019 року.

## Біографія
Народився 28 липня 1947 року в Сіднеї, в Австралії. Навчався в Коледжі Уеверлі. 1965 року вступив до Королівського військового коледжу в Дантруні. Воював у В'єтнамі в складі 9-го батальйону Королівського Австралійського полку. 1976 року одружився, має трьох синів. У 1980-х роках служив у першому батальйоні Королівського австралійського полку. Пізніше працював у Малайзії, В'єтнамі, Великій Британії, Індії та США. 1999 року в званні генерал-майора став командувачем військового контингенту ООН у Східному Тиморі.
2000 року призначений командувачем сухопутних військ Австралії. 2002 року став командувачем збройних сил Австралії. Під його керівництвом Збройні сили Австралії брали участь в іракській кампанії. Коли президент США Джордж Буш звернувся до уряду Австралії з проханням взяти участь у антиіракській коаліції, начальник генштабу Пітер Косгроув оголосив, що дві тисячі австралійських військовослужбовців, які знаходилися в Перській затоці, є частиною коаліційних сил, що брали участь в операції США з роззброєння Іраку відповідно до резолюцій ООН. Три військові судна брали участь в операціях зі знешкодження морських мін й пошуку іракських лідерів, зокрема судно «Анзак» надало підтримку вогнем під час висадки британського десанту на територію Іраку. Косгроув сказав, що і австралійські спецпризначенці були задіяні в різних розвідувальних операціях, повідомивши, що близько 50 узятих в полон іракських солдатів перебувають на борту австралійського фрегата «Канімбла», а також, що винищувачі ВПС Австралії Ф/А-18 Хорнет здійснюють 12 вильотів на день над територією Перської затоки, включно з Іраком..
Після того як 2005 року Косгроув пішов у відставку, він увійшов до складу ради директорів авіакомпанії Qantas, і став почесним керівником Австралійського католицького університету. 2006 року він очолив роботу штабу з відновлення північних районів штату Квінсленд, які особливо сильно постраждали від урагану Ларрі.

### Генерал-губернатор
28 січня 2014 року прем'єр-міністр Австралії Тоні Ебботт оголосив, що запропонована ним кандидатура Пітера Косгроува на посаду генерал-губернатора Австралії затверджена королевою Великої Британії Єлизаветою II.
28 березня Пітер Косгроув склав присягу в столиці країни Канберрі. Одночасно він став лицарем Ордена Австралії. Виступаючи на церемонії, що проходила у федеральному парламенті в столиці країни, Косгроув присягнув на вірність королеві Великої Британії і народу Австралії, сказавши, що своїм головним завданням вважає зміцнення і просування головних цінностей країни, серед яких «рівність, співчуття, чесність, терпимість і цілеспрямованість».
11 грудня 2014 року Пітер Косгроув провів переговори з Петром Порошенком та високо оцінив перший в історії візит президента України в Австралію. Під час зустрічі Петро Порошенко відзначив активні зусилля Австралії на міжнародній арені з підтримки України.

## Нагороди та відзнаки
|                       | Лицар ордену Австралії                                 | 28 березня 2014                                                 | Нагорода у зв'язку із вступом на посаду генерал-губернатора |
|                       | Компаньйон ордена Австралії                            | 25 березня 2000                                                 | За командування міжнародними силами у Східному Тиморі       |
| Член ордена Австралії | 26 січня 1985                                          | За службу в 1-му батальйоні Королівського австралійського полку |                                                             |
|                       | Військовий хрест                                       | 12 лютого 1971                                                  | За службу у В'єтнамі                                        |
|                       | Лицар ордену Святого Іоанна                            | 28 березня 2014                                                 | Нагорода у зв'язку із вступом на посаду генерал-губернатора |
|                       | Медаль за активну службу Австралії 1945-1975           |                                                                 | За службу у В'єтнамі.                                       |
|                       | В'єтнамська медаль                                     |                                                                 |                                                             |
|                       | Медаль за активну службу Австралії                     |                                                                 | За службу у Східному Тиморі                                 |
|                       | Медаль міжнародних сил у Східному Тиморі               |                                                                 | Міжнародні сили у Східному Тиморі (INTERFET)                |
|                       | Медаль за службу Австралії 1945-1975                   |                                                                 |                                                             |
|                       | Столітня медаль                                        | 1 січня 2001                                                    | [ 17 ]                                                      |
|                       | Медаль за службу в силах оборони                       |                                                                 | 40–44 років служби                                          |
|                       | Національна медаль                                     | 16 жовтня 1980                                                  | [ 18 ]                                                      |
|                       | Медаль за захист Австралії                             |                                                                 |                                                             |
|                       | Медаль в'єтнамської компанії                           |                                                                 | Південний В'єтнам                                           |
|                       | Лицар Гранд-компаньйон ордена Заслуг                   | 5 червня 2000                                                   | Нова Зеландія                                               |
|                       | Командор ордена «Легіон пошани»                        |                                                                 | США                                                         |
|                       | Медаль Тонг-Іль ордена пошани національної безпеки     |                                                                 | Республіка Корея                                            |
|                       | Офіцер ордена Почесного легіону                        |                                                                 | Франція                                                     |
|                       | Великий хрест ордена Інфанта дона Енріке               | 28 травня 2002                                                  | Португалія                                                  |
|                       | Медаль Дарджа Утама Бакті                              | 7 вересня 2004                                                  | Сингапур                                                    |
|                       | Орден Тимор-Леште                                      | 30 серпня 2009                                                  | Східний Тимор                                               |
|                       | Лицар великого хреста ордена Святого Григорія Великого | 7 лютого 2013                                                   | [ 22 ]                                                      |